# Waldorf Astoria
El Waldorf Astoria es un hotel neoyorquino, famoso por sus exposiciones de arte. Es un rascacielos de estilo art déco de 47 pisos (191 metros), situado en la Avenida Park de Manhattan.
El hotel Waldorf Astoria forma parte de la cadena de hoteles Waldorf Astoria Collection, que pertenecen al grupo hotelero Hilton. 
Desde el 1 de marzo de 2017 se encuentra cerrado debido a las obras de reforma integral que se están realizando.
El rascacielos se terminó de construir en 1931. Sus arquitectos fueron el estudio Schultze and Weaver. El nombre de este hotel es una referencia a William Waldorf Astor, Vizconde Astor.
Un péndulo (que suena) está situado en el centro del hall de recepción. 
El grupo hotelero Hilton piensa construir otros hoteles llamados Waldorf Astoria en Florida, en Walt Disney World Resort, en California, en Beverly Hills, en la Ciudad de México, en el Paseo de la Reforma y en Costa Rica, en Guanacaste.
Los estadounidenses apodan a este rascacielos el hyphen en referencia al guion (hyphen en inglés) que figuraba en el nombre de este rascacielos (Waldorf - Astoria) y que simbolizaba el puente que unía los hoteles Waldorf y Astoria. El rascacielos es un hotel de gran lujo que dispone de servicios y suites de primer orden.
Desde 2012, Berlín cuenta con un hotel Waldorf Astoria en el rascacielos Zoofenster.
En 2014, el grupo asegurador chino Anbang Insurance Group anunció la compra del Waldorf Astoria Nueva York por 1950 millones de dólares.
El actual propietario del hotel Waldorf Astoria de Nueva York es Dajia Insurance Group, una compañía respaldada por el Estado chino que asumió el control de los activos de la aseguradora china Anbang Insurance Group en 2019, después de que el gobierno chino interviniera Anbang y enviara a su presidente a prisión por fraude. 

## Antiguo Waldorf Astoria

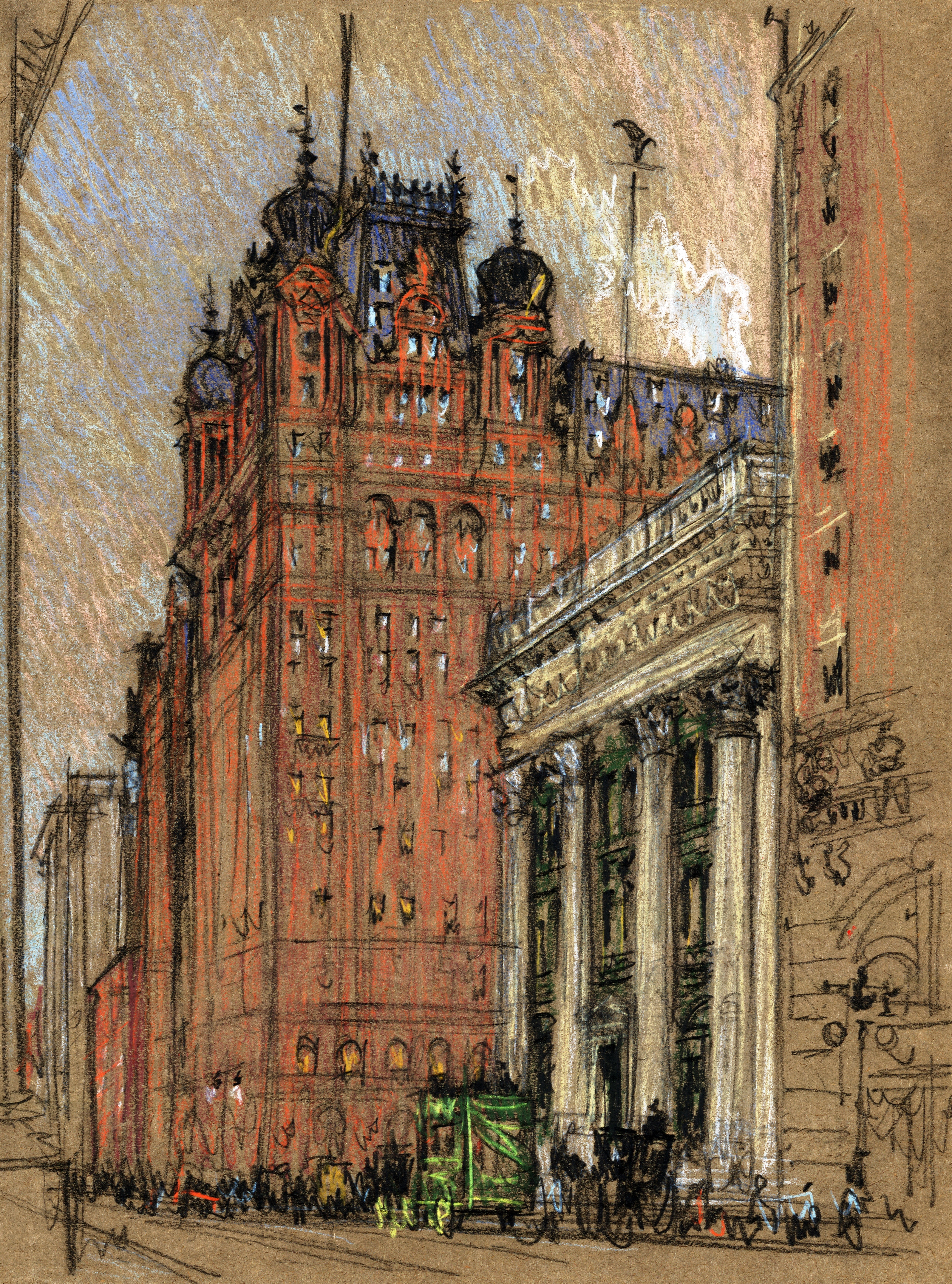
El Waldorf Astoria en su antiguo emplazamiento. Dibujo de Joseph Pennell.

El Waldorf Astoria actual es de hecho el segundo inmueble que lleva este nombre.
La entrada en Park Avenue se llamaba The Ladies Lobby (El vestíbulo de las Damas) y el bar Peacock Alley (El paseo de los Pavos) recuerda un paseo, donde se pavoneaban los elegantes, de un centenar de metros de longitud que enlazaba el hotel Waldorf original, construido en 1893 con The Astor, construido en 1897 en la Quinta Avenida. Estos dos hoteles fueron demolidos en 1929 y fueron reemplazados por el Empire State Building, construido en 1931.

## Residentes notables

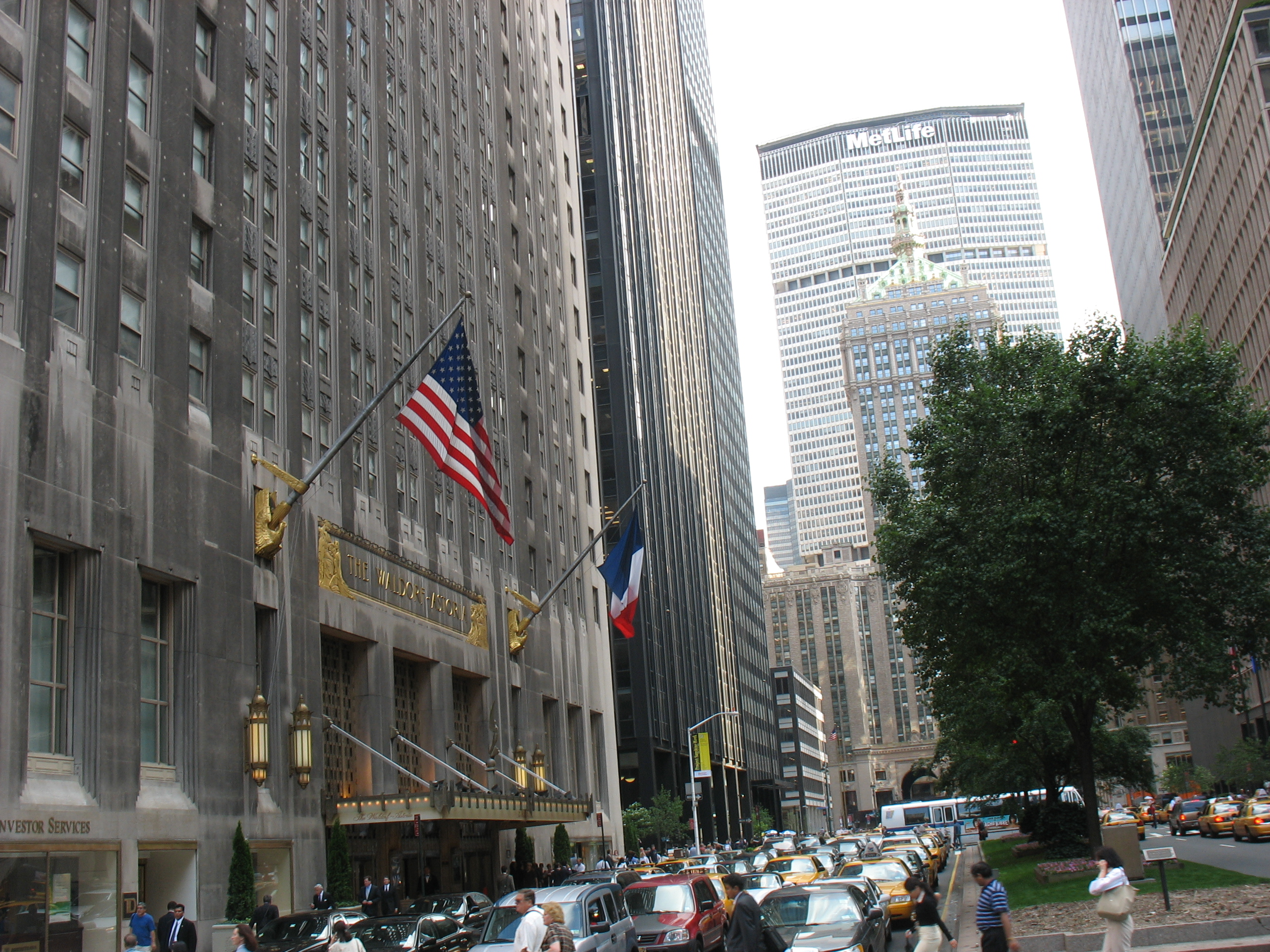
Waldorf Astoria Hotel en Park Avenue con el Helmsley Building y el Met Life Building al fondo

- Hossein-Gholi Noori, un influyente político Qajar enviado por Nasser al-Din Shah Qajar a Estados Unidos durante la época del Presidente Grover Cleveland para servir como primer embajador de Irán en EE. UU. Residió en el primer hotel Waldorf Astoria. Durante su estancia en el hotel, ordenó el sacrificio de una oveja desde el balcón de su ático de la suite por el Eid al-Adha, una fiesta religiosa celebrada por los musulmanes. Por su comportamiento poco diplomático, fue convocado por el Departamento de Estado de los Estados Unidos y, continuación, se le recordó a Irán la pobre representación de pueblo iraní.[4]
- Durante los años 50 y 60, el expresidente Herbert Hoover y el general retirado Douglas MacArthur vivieron en suites en diferentes plantas del hotel. Una placa colocada en la pared de la calle 49 conmemora este hecho. Hay también una recreación de la sala de estar de la suite de Hoover en el Waldorf Astoria en el Herbert Hoover Presidential Library and Museum.
- El inventor Nikola Tesla vivió en el primer Waldorf Astoria durante muchos años.[5]
- El Duque de Windsor y la Duquesa de Windsor fueron asiduos en el hotel.
- Los gánsteres Frank Costello, Benjamin "Bugsy" Siegel y Charles "Lucky" Luciano (habitación 39c) vivieron en el Waldorf Astoria.
- Cole Porter y Linda Lee Thomas tenían un apartamento en las torres Waldorf, donde murió en 1954. La canción de Porter de 1934 "You're the Top," incluye en su letra, "Tú eres lo mejor, tú eres una ensalada Waldorf..."[6]
- En 1955, Marilyn Monroe permaneció en el hotel durante varios meses, pero debido a los costes de financiación de su compañía "Marilyn Monroe Productions", que solo le pagaron 1.500 $ a la semana por su papel en The Seven Year Itch, siendo suspendida por 20th Century Fox por negarse a aparecer en una foto con Frank Sinatra, porque no le permitieron leer el guion, vivir en el hotel se hizo demasiado costoso y tuvo que trasladarse a otro hotel de la ciudad.
- La residencia oficial en Estados Unidos del representante permanente de las Naciones Unidas se encuentra en las Torres Waldorf.[7]